# Чемпіонат УРСР з хокею на траві серед жінок
Чемпіонат УРСР з хокею на траві серед жінок — щорічна першість радянської України, яка проводилась серед українських клубів з 1977 по 1991 рік. Всього було проведено 15 турнірів.

## Призери
| Рік  | Місто проведення | Золото              | Срібло                  | Бронза              |
| 1977 |                  |                     |                         |                     |
| 1978 |                  |                     |                         |                     |
| 1979 |                  |                     |                         |                     |
| 1980 |                  |                     |                         |                     |
| 1981 |                  | «Колос» (Бориспіль) | «Авіаінститут» (Харків) | «Олімпія» (Полтава) |
| 1982 |                  |                     | «Буревісник» (Суми)     |                     |
| 1983 |                  |                     |                         |                     |
| 1984 |                  |                     |                         |                     |
| 1985 |                  |                     |                         |                     |
| 1986 |                  |                     |                         |                     |
| 1987 |                  |                     |                         |                     |
| 1988 |                  | «Юність» (Полтава)  |                         |                     |
| 1989 |                  |                     |                         |                     |
| 1990 |                  |                     |                         |                     |
| 1991 |                  |                     |                         |                     |

## 1981
1. «Колос» (Бориспіль)
2. «Авіаінститут» (Харків)
3. «Олімпія» (Полтава)
4. «Педуніверситет» (Суми)